# 萊斯特芝士
萊斯特芝士（英語：Leicestershire cheese）產自英國中部萊斯特郡的萊斯特。傳統的萊斯特芝士在製作時，農夫會在成品中加入胡蘿蔔汁或甜菜根汁，令成品變成紅色，因此萊斯特芝士亦有紅萊斯特芝士（Red Leicester）之稱，不過現時已經不會加入胡蘿蔔汁，只會以染色素染色以保持芝士的紅色外觀。萊斯特芝士為扁平的車輪狀，有著薄外殼，芝士肉堅密緊緻，很耐嚼，風味溫和，帶點檸檬味。